# Roter Ellerstädter

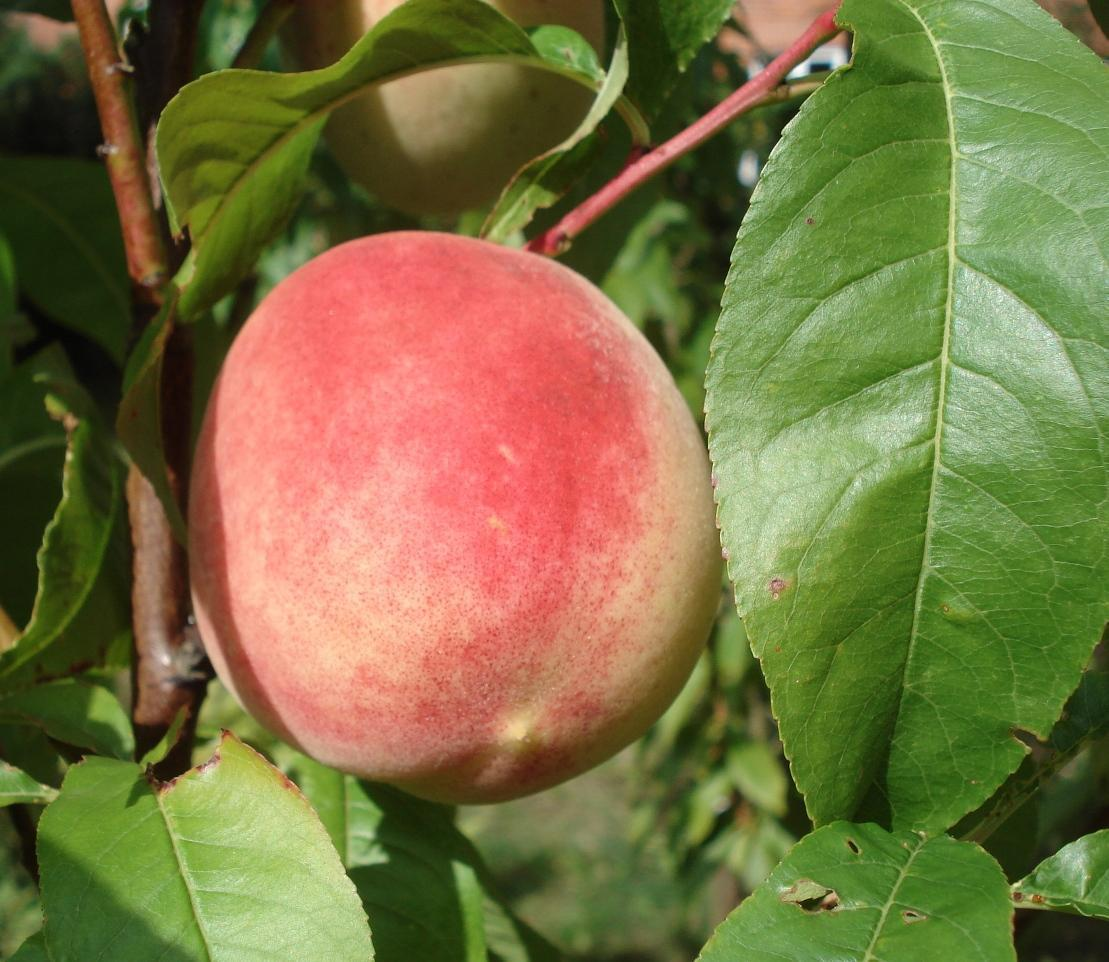
Reife Frucht der Pfirsich-Sorte „Roter Ellerstädter“ am Baum

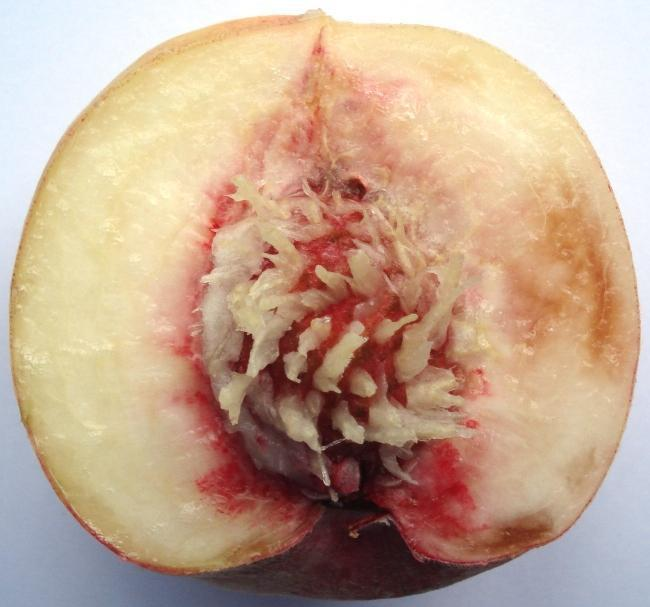
Halbierte Frucht des Roten Ellerstädters

Roter Ellerstädter ist der Name einer alten Sorte des Pfirsichs (Prunus persica), für den häufig die Synonyme: Kernechter vom Vorgebirge und Vorgebirgspfirsich verwendet werden. Die Sorte wurde um 1870 von dem Winzer Georg Fitz aus Ellerstadt als Zufallssämling in einer Gruppe von Pfirsich-Sämlingen gefunden, die aus den Samen eines frei abgeblühten Baumes hervorgegangen sind. 
Die Früchte des Roten Ellerstädter sind pfirsichtypisch behaart, haben bei Reife eine gelbe Grundfarbe, die in eine rote Deckfarbe auf der von der Sonne beschienenen Seite übergeht. Das Fruchtfleisch ist von leicht grünlicher, fast weißer Farbe, wobei es direkt am Stein die rote Färbung des Steines annimmt – es ist bei Reife (Ende August/September) gut steinlösend, saftig, süß mit einem angenehmen Aroma.  
Der Baum zeigt eine geringe Anfälligkeit gegen die Kräuselkrankheit, was ihn für den extensiven Anbau und den Anbau im Hausgarten geeignet macht. Er bevorzugt einen warmen, geschützten Standort (Weinbauklima), ist aber robust genug, um auch in raueren Gegenden angepflanzt zu werden.    
Die Sorte ist selbstfruchtbar und kann aus den Steinen der Früchte vermehrt werden (woher sich der Name „Kernechter ...“ ableitet). 
Aufgrund der Vermehrung über Samen gibt es mittlerweile einige Untertypen des Roten Ellerstädters. 